# 날붙이 무기
날붙이 무기(날붙이 武器)는 날이 있는 무기들을 말하며, 검, 단검, 칼, 총검등이 포함되며 주로 자르거나, 베는 데 사용된다.

마체테, 손도끼, 쇠스랑, 도끼, 낫, 슬링 블레이드, 낫과 같은 많은 날카로운 농업 도구는 농민, 민병대 또는 비정규군에 의해 즉석 무기로 사용되었다. 특히 방어 수단으로 사용되었다.
날붙이 무기는 현대 군대에서도 계속 사용되고 있다. 현대의 총검은 종종 전투용 칼과 칼용 총검으로 이중 역할을 하도록 고안되었다. 급조된 날붙이 무기는 제1차 세계 대전의 참호전에서 광범위하게 사용되었다.

## 같이 보기
- 무술 무기 목록